# OK Vizura Belgrad
OK Vizura Belgrad ist ein serbischer Frauen-Volleyballverein in Belgrad.
Der Verein wurde 2003 gegründet und spielte von 2009 bis 2020 in der serbischen Superliga, auch unter den Namen Vizura Wall Art (2012–2013), Partizan Vizura (2013–2014) sowie OK Vizura Ruma (2017–2019). Vizura wurde fünfmal serbischer Meister (2014, 2015, 2016, 2017 und 2018), zweimal serbischer Pokalsieger (2015 und 2016) sowie fünfmal serbischer Supercupsieger (2013, 2014, 2015, 2017 und 2018). Außerdem spielte Vizura in der europäischen Champions League und im europäischen CEV-Pokal. Einige serbische Nationalspielerinnen waren bei OK Vizura aktiv: Teodora Pušić, Tijana Bošković, Bianka Buša, Slađana Mirković und Maja Aleksić.
2020 zog OK Vizura seine Mannschaft aus der Superliga zurück und konzentriert sich seitdem auf die Jugendarbeit im Mädchenbereich.